# Hyaleucerea
Hyaleucerea é um gênero de traça pertencente à família Arctiidae.